# Hainanhaas
De hainanhaas (Lepus hainanus)  is een zoogdier uit de familie van de hazen en konijnen (Leporidae). De wetenschappelijke naam van de soort werd voor het eerst geldig gepubliceerd door Swinhoe in 1870.

## Voorkomen
De soort komt voor in China.